# Von-Neumann-Hierarchie
Die Von-Neumann-Hierarchie oder kumulative Hierarchie ist ein Begriff der Mengenlehre, der eine Konstruktion von John von Neumann aus dem Jahr 1928 benennt, und zwar einen stufenweisen Aufbau des gesamten Mengenuniversums mit Hilfe von Ordinalzahlen und der Iteration der Potenzmengenbildung.

## Definition

Die ersten Stufen in der Von-Neumann-Hierarchie

Die Stufen {\displaystyle V_{\alpha }} zu Ordinalzahlen {\displaystyle \alpha } bzw. Limes-Ordinalzahlen {\displaystyle \lambda } werden durch transfinite Rekursion über folgende Rekursionsbedingungen definiert:
{\displaystyle {\begin{aligned}V_{0}\,&:=\,\emptyset \\V_{\alpha +1}\,&:=\,{\mathfrak {P}}\left(V_{\alpha }\right)\\V_{\lambda }\,&:=\,\bigcup _{\alpha <\lambda }V_{\alpha }\end{aligned}}}
Demnach ist
{\displaystyle {\begin{aligned}V_{1}&=\{\emptyset \}\\V_{2}&=\{\emptyset ,\{\emptyset \}\}\\V_{3}&=\{\,\emptyset ,\{\emptyset \},\{\{\emptyset \}\},\{\emptyset ,\{\emptyset \}\}\,\}\\\vdots \\V_{\omega }&=\{x\mid x{\text{ ist erblich endlich}}\}\\\vdots \end{aligned}}}
usw.
Sämtliche Mengen in den {\displaystyle V_{\alpha }} sind also aus der leeren Menge heraus konstruiert. Die Stufen sind transitive Mengen, und es gilt {\displaystyle V_{\alpha }\subset V_{\beta }} für alle Ordinalzahlen {\displaystyle \alpha <\beta }, dies erklärt den Namen kumulative Hierarchie.

## Die Hierarchie
Innerhalb der Zermelo-Fraenkel-Mengenlehre (kurz ZF) gilt, dass jede Menge in einer Stufe der Hierarchie liegt: Bezeichnet {\displaystyle V:=\{x\mid x=x\}} die Klasse aller Mengen, gilt also
{\displaystyle V=\bigcup _{\alpha \in \operatorname {Ord} }V_{\alpha }}
Hierbei wird das Fundierungsaxiom im Rahmen der Epsilon-Induktion essentiell verwendet. Umgekehrt folgt aus obiger Aussage auch das Fundierungsaxiom, beide Aussagen sind also äquivalent (über den restlichen Axiomen von ZF).
Weiterhin ist die Klasse {\displaystyle \textstyle \bigcup _{\alpha \in \operatorname {Ord} }V_{\alpha }}, aufgefasst als Teilmenge eines angenommenen Modells von ZF ohne Fundierungsaxiom, ein Modell für ZF. Selbiges ist also relativ konsistent zu den übrigen Axiomen.

## Rangfunktion
Da jede Menge {\displaystyle x} in einer geeigneten Stufe {\displaystyle V_{\alpha }} liegt, gibt es stets eine kleinste Ordinalzahl {\displaystyle \alpha } mit {\displaystyle x\subseteq V_{\alpha }} und damit {\displaystyle x\in V_{\alpha +1}}. Dieses {\displaystyle \alpha } wird als der Rang, {\displaystyle \operatorname {Rg} x}, der Menge {\displaystyle x} bezeichnet.
Mittels transfiniter Induktion über {\displaystyle \alpha } kann man
{\displaystyle \operatorname {Rg} \alpha =\alpha } für alle Ordinalzahlen {\displaystyle \alpha }
zeigen. Für jede Menge {\displaystyle x} gilt {\displaystyle \operatorname {Rg} x=\sup\{\operatorname {Rg} y+1\mid y\in x\}}. Der Rang einer Menge {\displaystyle x} ist also stets strikt größer als der Rang aller ihrer Elemente.

## Philosophische Interpretation
Für manche Logiker ist der stufenweise Aufbau des Mengenuniversums eine intuitive Sichtweise, nach der Antinomien wie die Russellsche Antinomie darauf beruhten, man wollte sich „zu große“ Mengen basteln, welche nicht mehr in das Mengenuniversum passten. Auf dieser Grundidee sind Alternativen zu ZF wie das Scottsche Axiomensystem entstanden. Gerade aus platonischer Sicht stellen die Stufen verschiedene Ebenen der Ontologie dar.

## Anwendungen
- {\displaystyle V_{\omega }} besteht genau aus den erblich endlichen Mengen. In {\displaystyle V_{\omega }} gelten mit Ausnahme des Unendlichkeitsaxioms alle ZFC-Axiome. Damit ist gezeigt, dass das Unendlichkeitsaxiom nicht aus den übrigen ZFC-Axiomen hergeleitet werden kann.
- Ist {\displaystyle \kappa } eine stark unerreichbare Kardinalzahl, so ist {\displaystyle V_{\kappa }} ein Modell für ZFC. Für die kleinste stark unerreichbare Kardinalzahl erhält man auf diese Weise ein Modell, in dem es keine stark unerreichbaren Kardinalzahlen gibt. Die Existenz stark unerreichbarer Kardinalzahlen kann also nicht in ZFC hergeleitet werden.[5]
- Die Stufen {\displaystyle V_{\alpha }} spielen eine Rolle beim Reflexionsprinzip, welches ein wichtiges Axiom im Scottschen Axiomensystem ist.